# Louis d'Aubusson (militaire)
Pour les articles homonymes, voir Louis d'Aubusson.
Louis d'Aubusson, duc de La Feuillade né le 30 mai 1673 et décédé le 29 janvier 1725, est un militaire français des XVIIe et XVIIIe siècles. Il est fait maréchal de France en 1724.

## Biographie

### Origines et famille
D'une famille originaire de la Marche descendant des vicomtes d'Aubusson, il est le fils de François III d'Aubusson, maréchal-duc de La Feuillade (1631-1691) qui fut gouverneur du Dauphiné et qui est l'homme qui a élevé à ses frais la statue équestre de la place de la Victoire à Paris. Il est également le fils de Charlotte de Roannez qui a apporté aux Aubusson de La Feuillade le duché de Roannez. Il est enfin le neveu de Georges d'Aubusson de la Feuillade, évêque-prince de Metz.

### Carrière militaire
Il sert dès l'âge de 15 ans comme volontaire dans l'armée, Mestre de camp d'un régiment de cavalerie de son nom en août 1689, son régiment est licencié après la paix de Ryswick, en 1698. Il est nommé Mestre de camp d'un régiment de cavalerie de son nom de mai 1701 à mars 1702, puis brigadier en janvier 1702 et enfin maréchal de camp le mois suivant. Il est alors commandant en chef en Dauphiné et Savoie. Il accède au titre de lieutenant-général en 1704 et est nommé dans le comté de Nice, en 1705. Il finit sa carrière comme Maréchal de France en 1724.
Ses principales actions militaires :
Il prend part à la bataille de Walcourt en 1689, où meurt l'oncle de sa femme, Guy II Chamillart, capitaine des gardes puis l'année d'après à la bataille de Fleurus, le 1er juillet 1690. Viennent ensuite les sièges de Mons et de Namur, la bataille de Steinkerque, la bataille de Neerwinden le 29 juillet 1693, les sièges de Huy et de Charleroi, la prise de Villefranche et de Nice et enfin la bataille de Turin, en août 1706, où il échouera à prendre la ville en dépit des moyens considérables mis à sa disposition et amenant, avec l'aide de Maréchal de Marsin, à l'une des grandes défaites de l'armée française.
Louis d'Aubusson doit en partie sa faveur au fait qu'il épouse, en 1701, Marie-Thérèse Chamillart (1689-1739), fille de Michel Chamillart, secrétaire d'État à la Guerre. Il est détesté et méprisé par Saint-Simon.

### Sources et bibliographie
- Nicolas Viton de Saint-Allais, De l'ancienne France, 1834, p. 499

- Notice dans un dictionnaire ou une encyclopédie généraliste :   - Deutsche Biographie
- Notices d'autorité :   - VIAF
  - ISNI
  - BnF (données)
  - GND
  - Pologne